# Ultraman (Manga)
Ultraman ist ein Manga des japanischen Autors Eiichi Shimizu und des Zeichners Tomohiro Shimoguchi, der seit 2011 in Japan erscheint. Das Werk basiert auf der Fernsehserie Ultraman von 1966, dessen Geschichte es fortsetzt, und ist in die Genres Science-Fiction und Action einzuordnen.

## Inhalt
Der Kampf von Ultraman gegen die außerirdischen Angreifer um Zetton ist bereits einige Jahre her und nicht nur die Außerirdischen, auch Ultraman und die Science Special Search Party sind verschwunden. Shin Hayata wurde sein Gedächtnis genommen, sodass auch er nicht mehr weiß, dass er Ultraman war. Doch sein Sohn Shinjiro hat seine Kräfte geerbt, das fällt auch Hayata auf. Eines Tages offenbart sich die Science Special Search Party Hayata und seine Erinnerungen kehren zurück. Denn die Erde wird erneut angegriffen und Ultramans Kraft gebraucht. Schließlich soll nun auch Shinjiro rekrutiert werden. Dem sind seine großen Kräfte aufgefallen, doch hat er sie bisher geheim gehalten. Nun erhält er von der Science Special Search Party einen eigenen Ultraman-Anzug und soll gegen die Außerirdischen kämpfen.

## Veröffentlichung
Der Verlag Shogakukan bringt die Serie im Magazin Monthly Hero’s seit dessen Erstausgabe vom 1. November 2011 (Ausgabe 12/2011) heraus und veröffentlicht die Kapitel auch in bisher zehn Sammelbänden (Tankōbon). Der 10. Band verkaufte sich in den ersten beiden Wochen nach Erscheinen über 50.000 mal. Zusammen mit dem 8. Band erschien eine teilweise animierte und gesprochene Version einzelner Kapitel als „Motion Comic“-Adaption.
Eine deutsche Veröffentlichung erscheint seit August 2017 bei Tokyopop mit bisher fünf Bänden. Auf Englisch erscheint die Serie bei Viz Media und auf Französisch bei Kurokawa.